# (466901) 2015 EG13
(466901) 2015 EG13 es un asteroide perteneciente al cinturón de asteroides, descubierto el 27 de febrero de 2006 por el equipo Spacewatch desde el Observatorio Nacional de Kitt Peak (Arizona, Estados Unidos).